# نور علم خان
نور علم خان (بالأردوية: نور عالم خان)‏ (بالإنجليزية: Noor Alam Khan)‏ هو سياسي باكستاني، ولد في 12 أكتوبر 1972 في باكستان. حزبياً، نشط في حزب الشعب الباكستاني. وقد انتخب عضو الدورة ال 15 في الجمعية الوطنية في باكستان ‏ عن دائرة NA-28 Peshawar-I ‏ وقد انضم خلال فترته النيابية ‏  للكتلة البرلمانية حركة الإنصاف الباكستانية.